# Lu Yu

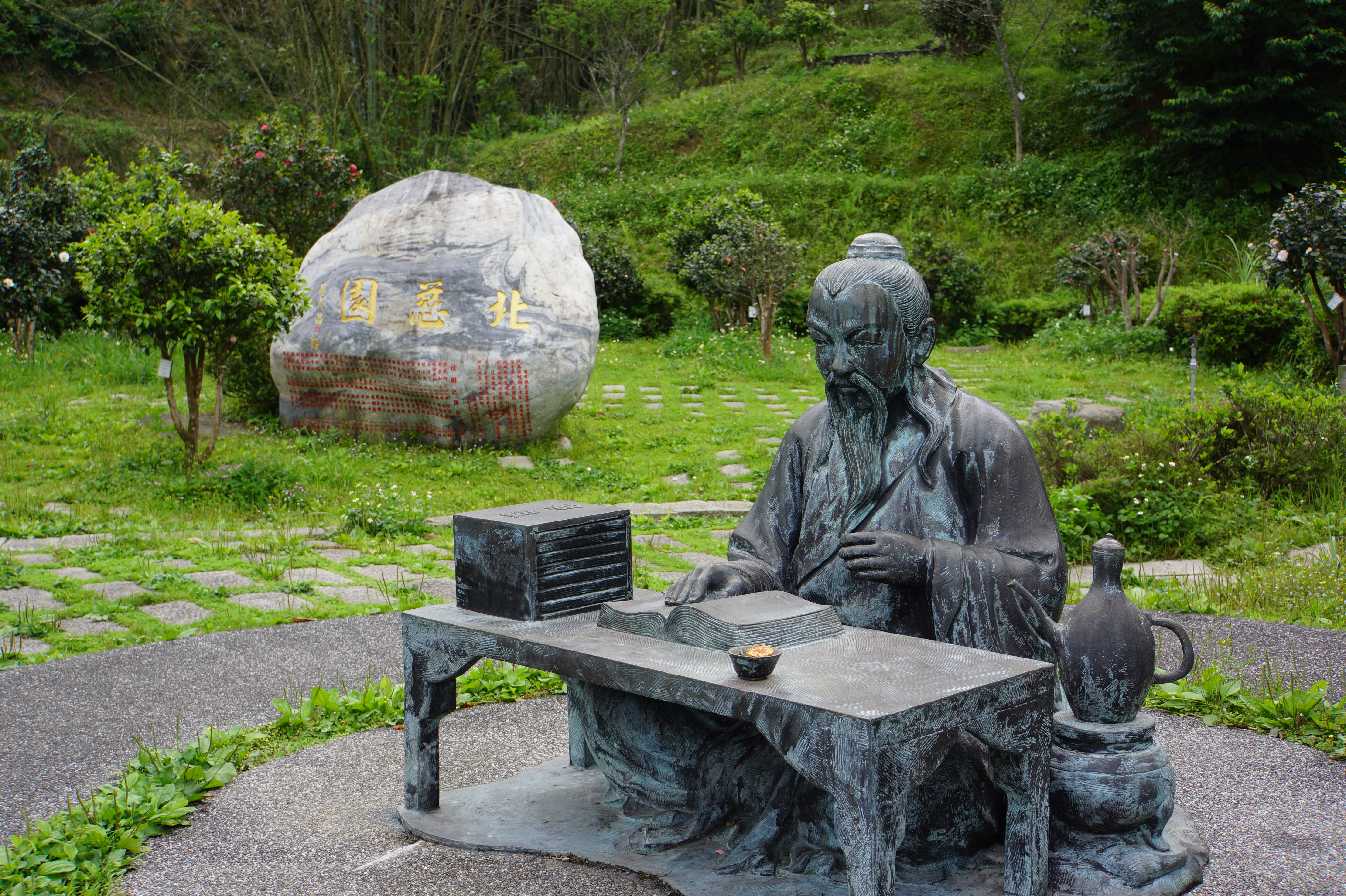
Lu Yu, der „Gott des Tees“

Lu Yu (chinesisch 陸羽 / 陆羽, Pinyin Lù Yǔ, Jyutping Luk6 Jyu5; geb. 733 in Jingling, heute Tianmen, Provinz Hubei, gest. 804 in Wuxing) war ein chinesischer Gelehrter und Schriftsteller der Tangzeit. Sein Werk Chajing (茶經 / 茶经,  chá jīng – „Das Buch vom Tee“, veröffentlicht 780) ist ein Klassiker der chinesischen Literatur und ein grundlegendes Werk zur chinesischen Teekultur. Schon kurz nach seinem Tod wurde er als „Gott des Tees“ (茶神,  Chá Shén) a) verehrt.

## Leben und Werk

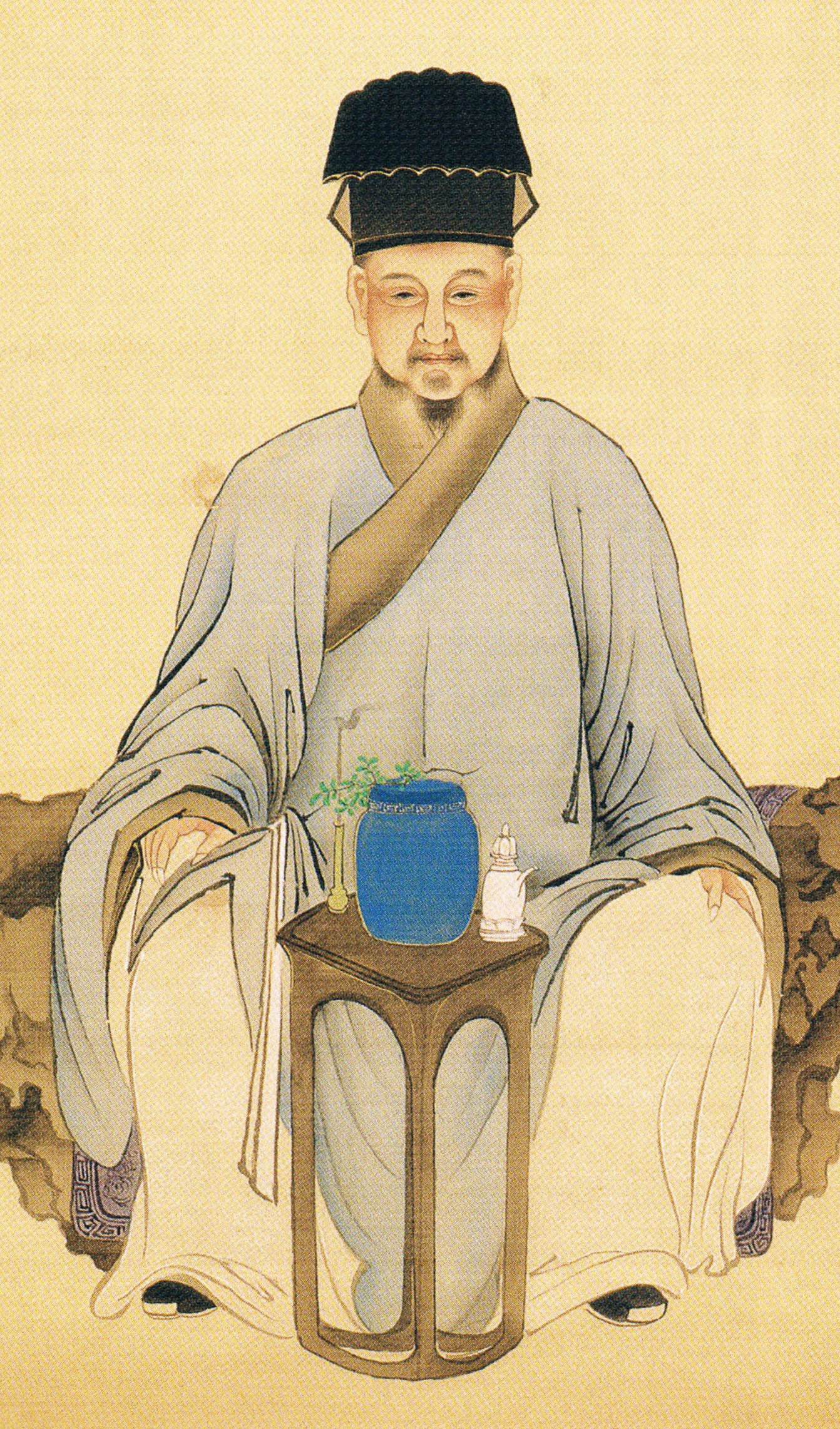
Fiktives Porträt Lu Yus von Haruki Nammei (1841)

Lu Yu wurde nach den frühesten Quellen im 23. Jahr der Kāiyuán-Periode (713–741) der Regierungszeit Kaiser Tang Xuanzongs (685–762) im Alter von drei Jahren vom Mönch Zhiji adoptiert, wurde also 733 geboren. Der Legende nach wurde er als Findelkind von Zhiji am Ufer eines Flusses gefunden. Er wuchs im buddhistischen Kloster von Jingling, dem heutigen Tianmen in der Provinz Hubei auf. In seiner Autobiografie schreibt Lu, dass ein Leben als buddhistischer Mönch für ihn selbst nicht in Einklang mit den konfuzianischen Traditionen stehe. 745, im Alter von 13 Jahren, entzog er sich der strengen Klosterdisziplin durch die Flucht. Zeitweise soll er bei einer Schaustellertruppe gelebt und Schauspielstücke geschrieben haben, blieb aber zeit seines Lebens in Kontakt mit den buddhistischen Gelehrten.
Sein schriftstellerisches Talent wurde entdeckt und gefördert durch den Präfekten von Jingling, Li Qiwu (gest. 762), als Lu etwa 14 Jahre alt war. 751 oder 752 kehrte Li Qiwu in die Hauptstadt Chang’an zurück, doch Lu Yu lernte bald weitere Literaten kennen. Ab 755 erschütterte die An-Lushan-Rebellion China. Lu Yu floh nach Wuxing, wo er sich aufhielt und sich dem Tee und der Schriftstellerei widmete. In Wuxing traf er berühmte Schriftstellermönche wie Jiaoran, mit dem ihn eine lebenslange Freundschaft verbinden sollte, und dessen Schüler Lingche (746–816). Ab etwa 759 bereiste er die Regionen um Yangzhou und Zhenjiang und untersuchte dort das Wasser verschiedener Quellen im Hinblick auf seine Eignung zur Teezubereitung. Auf einer Reise zum Berg Qixia, einem bedeutenden buddhistischen Zentrum, um den dort angebauten Tee zu studieren, schloss er Freundschaft mit den Dichtern Huangfu Ran (714–767) und dessen Bruder Huangfu Zeng (gest. um 785), die zu den bedeutendsten Dichtern jener Zeit zählten. Beide widmeten ihm Gedichte, die in den Dreihundert Tang-Gedichten überliefert sind.
760 zog sich Lu Yu in die Berge um Huzhou zurück, wo er sich am Ufer des Flusses Tiaoxi eine Hütte baute. Er begann mit der Niederschrift des Chá Jīng und anderer, heute verlorener Werke. In seiner Autobiographie stilisiert er sich als Gelehrter in einfacher Kleidung, der seine Tage im Gespräch mit bedeutenden Mönchen und Gelehrten zubrachte. 762 bis 764 hielt er sich wiederum in Wuxing auf und unternahm von dort weitere Studienreisen, um Tee zu verkosten. Er baute auch selbst Tee in verschiedenen Lagen an, um das Wachstum der Pflanze unter verschiedenen Bedingungen zu studieren. 772 machte Lu die Bekanntschaft eines weiteren bedeutenden Gelehrten seiner Zeit, dem Staatsmann und Intellektuellen Yan Zhenqing (709–785), der einen Kreis von Gelehrten und Intellektuellen um sich versammelt hatte.
Um 780 wurde das Chá Jīng veröffentlicht. Nachdem er bislang öffentliche Ämter gemieden hatte, wirkte Lu von 780 bis 783 als Lehrmeister des Kronprinzen (Taizi wenxue), kehrte danach in den Süden zurück und baute sich 785 ein Haus in Fuzhen im Kreis Shangrao. Lu Yu starb 804 in Wuxing und wurde nahe der Stupa des Jiaoran am Ufer des Tiao-Flusses vor dem Miaoxi-Kloster auf dem Berg Zhu bestattet.